# Northop
Northop is een plaats in Wales, in het bestuurlijke graafschap Flintshire en in het ceremoniële behouden graafschap Clwyd. De plaats telt 2983 inwoners.